# Trachylepis socotrana
Espèce
Synonymes
- Euprepes socotranus Peters, 1882
- Mabuya socotrana (Peters, 1882)

Statut de conservation UICN

 LC  : Préoccupation mineure
Trachylepis socotrana est une espèce de sauriens de la famille des Scincidae.

## Répartition

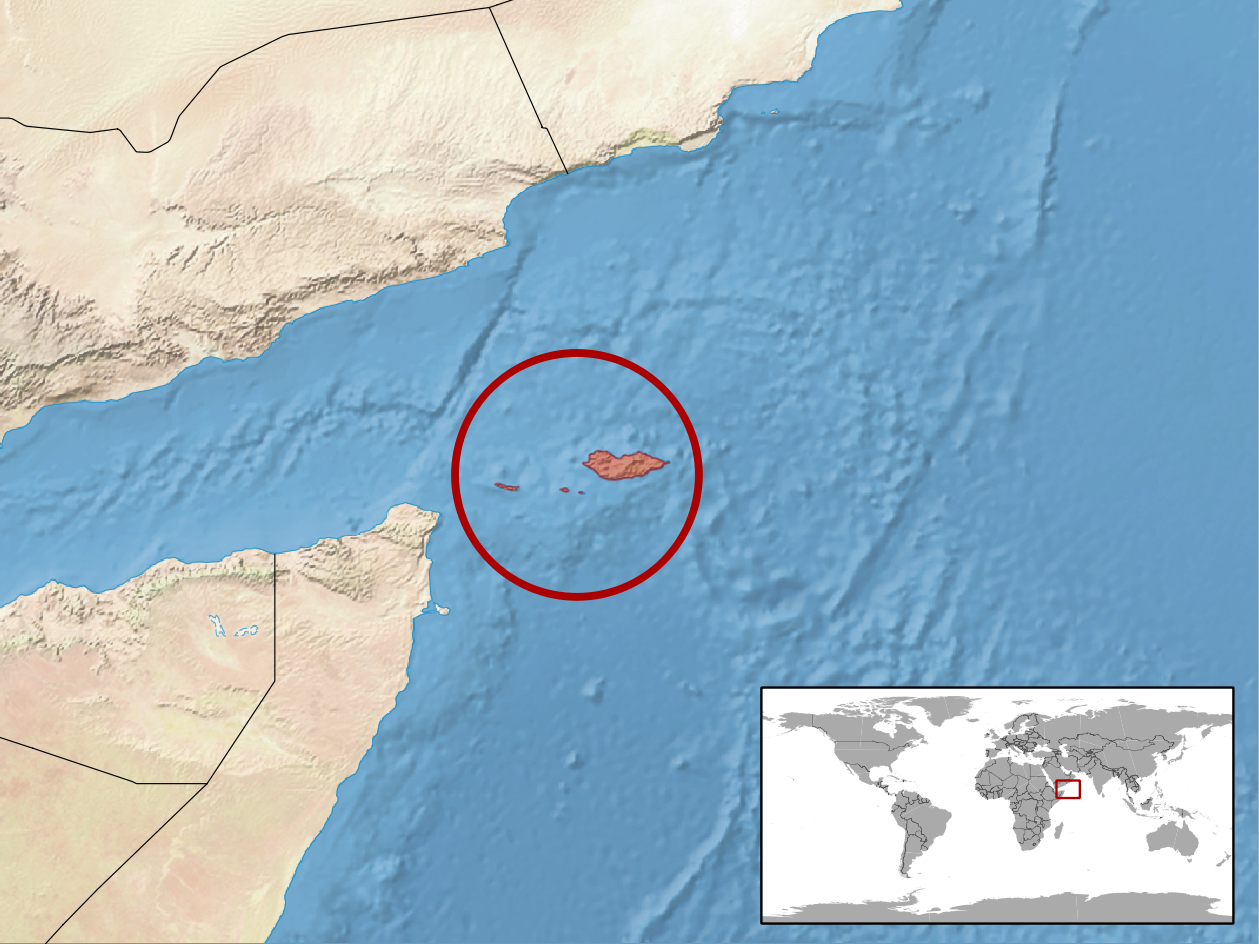
Répartition de l'espèce.

Cette espèce est endémique de l'archipel de Socotra au Yémen. Elle se rencontre sur les îles de Darsah, de Socotra et de Samhah.

## Étymologie
Cette espèce est nommée en référence au lieu de sa découverte, Socotra.

## Publication originale
- Peters, 1882 : Über die von Herrn Dr. E. Riebeck auf Socotra gesammelten Reptilien. Sitzungsberichte der Gesellschaft Naturforschender Freunde zu Berlin, vol. 1882, p. 42-46 (texte intégral).